# تی گارنت
ویلیام تیلور «تی» گارنت (انگلیسی: William Taylor "Tay" Garnett؛ ‏ ۱۳ ژوئن ۱۸۹۴ – ۳ اکتبر ۱۹۷۷) کارگردان و فیلم‌نامه‌نویس اهل ایالات متحده آمریکا بود. او بین سال‌های ۱۹۲۰ تا ۱۹۷۵ میلادی فعالیت می‌کرد.
وی بیشتر برای کارگردانی فیلم پستچی همیشه دو بار زنگ می‌زند (۱۹۴۶) شناخته شده است.

## بخشی از فیلمشناسی
- بلبشوی ماندارین (۱۹۲۴)
- بازداشت‌شده (۱۹۲۴)
- غرب هات‌داگ (۱۹۲۴)
- کارآگاه (۱۹۲۵)
- دکتر پیکل و آقای پراید (۱۹۲۵)
- سیاه‌مست (۱۹۲۵)
- نیمچه مرد (۱۹۲۵)
- دوقلوها (۱۹۲۵)
- روزگار غم‌بار ملوانی (۱۹۲۵)
- جایی به اشتباه (۱۹۲۵)
- بد کمپانی (۱۹۳۱)
- باد بسامان (۱۹۳۸)
- هفت گناهکار (۱۹۴۰)
- جاسوس محبوب من (۱۹۴۲)
- خانم پارکینگتون (۱۹۴۴)
- دره تصمیم (۱۹۴۵)
- پستچی همیشه دو بار زنگ می‌زند (۱۹۴۶)